# Pic Piestewa
Pour les articles homonymes, voir Piestewa.
Le pic Piestewa, en anglais Piestewa Peak, anciennement pic Squaw, est un sommet montagneux américain à Phoenix, dans le comté de Maricopa, en Arizona. Il culmine à 795 mètres d'altitude dans les monts Phoenix. Son sommet est accessible par le Piestewa Peak Summit Trail, un sentier de randonnée classé National Recreation Trail depuis 1974.